# Arisan Jaya
Arisan Jaya is een bestuurslaag in het regentschap Ogan Ilir van de provincie Zuid-Sumatra, Indonesië. Arisan Jaya telt 802 inwoners (volkstelling 2010).